# Angel's Egg
Angel's Egg è il quarto album dei Gong, pubblicato il 7 dicembre 1973.
È il secondo della trilogia Radio Gnome Invisible, che si conclude con il successivo You.

## Tracce
Lato A
1. Other Side of the Sky – 8:00 (Tim Blake, Daevid Allen)
2. Sold to the Highest Buddha – 3:00 (Mike Howlett, Allen)
3. Castle in the Clouds – 5:30 (Steve Hillage)
4. Prostitute Poem – 5:30 (Gilli Smyth, Hillage)
5. Givin My Luv to You – 0:50 (Allen)
6. Selene – 3:10 (Allen)

Lato B
1. Flute Salad – 2:40 (Didier Malherbe)
2. Oily Way – 3:35 (Allen, Malherbe)
3. Outer Temple – 2:00 (Blake, Hillage)
4. Inner Temple – 2:15 (Allen, Malherbe)
5. Percolations – 0:40 (Pierre Moerlen)
6. Love Is How U Make It – 3:00 (Moerlen, Allen)
7. I Never Glid Before – 4:45 (Hillage)
8. Eat That Phone Book Coda – 3:00 (Malherbe)

Bonus Track edizione CD
1. Ooby-Scooby Doomsday or the D-Day Dj's Got the D.D.T. Blues – 5:09 (Allen)

## Formazione
- Daevid Allen  –  voce, chitarra
- Steve Hillage  –  chitarra solista
- Gilli Smyth  –  voce
- Didier Malherbe  –  sassofono, flauto, cori
- Tim Blake  –  sintetizzatore EMS Synthi A, voce
- Mike Howlett  –  basso elettrico
- Pierre Moerlen  –  batteria, marimba, vibrafono
- Mireille Bauer  –  glockenspiel

Nella copertina del disco i componenti della band ed i relativi strumenti vengono presentati come segue:
- Bloomdido Bad De Grass (Didier Malherbe) – ten/sop sax, floot, bi-focal vocal
- Shakti Yoni (Gilli Smyth) – space whisper, loin cackle
- T. Being esq. (Mike Howlett) – basso profundo
- Sub. Capt. Hillage (Steve Hillage) – lewd guitar
- Hi T. Moonweed (the favorite) (Tim Blake) – Cynthia "size a", lady voice
- Pierre de Strasbourg (Pierre Moerlen) – bread & batteur drums, vibes, marimba
- Mireille de Strasbourg (Mireille Bauer) – glockenspiel
- Dingo Virgin (Daevid Allen) – local vocals, aluminium croon, glissando guitar